# Aulopiformes
Os Aulopiformes são uma ordem de peixes actinopterígeos.

## Famílias

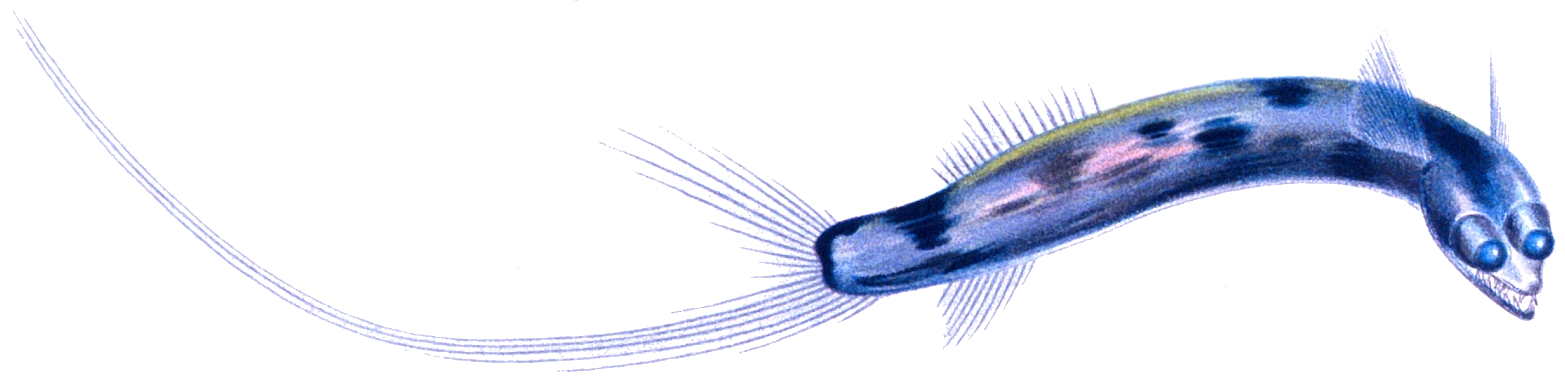
Giganturidae: Gigantura chuni

- Subordem Enchodontoidei
  - Dercetidae (extinta)
  - Cimolichthyidae (extinta)
  - Prionolepididae (extinta)
  - Enchodontidae (extinta)
  - Eurypholidae (extinta)
  - Halecidae (extinta)
  - Apateopholidae (extinta)
  - Ichthyotringidae (extinta)
- Subordem Giganturoidei
  - GiganturidaeGiganturidae: Gigantura chuni
- Subordem Aulopoidei
  - Aulopodidae
- Subordem Chlorophthalmoidei
  - Bathysauroididae
  - Chlorophthalmidae
  - Ipnopidae
  - Scopelarchidae
  - Notosudidae
- Subordem Alepisauroidei
  - Synodontidae
  - Pseudotrichonotidae
  - Paralepididae
  - Anotopteridae
  - Evermannelidae
  - Omosudidae
  - Alepisauridae